# Saint-Jean-de-Bœuf
Saint-Jean-de-Bœuf település Franciaországban, Côte-d’Or megyében. Lakosainak száma 103 fő (2022. január 1.). Saint-Jean-de-Bœuf Saint-Victor-sur-Ouche, Antheuil, La Bussière-sur-Ouche, Détain-et-Bruant, Gergueil és Ternant községekkel határos.

## Népesség
A település népessége az elmúlt években az alábbi módon változott:
| Lakosok száma | 66   | 59   | 56   | 101  | 124  | 116  | 112  | 109  | 107  | 103  |
|               | 1968 | 1982 | 1990 | 2006 | 2013 | 2015 | 2017 | 2019 | 2020 | 2022 |